# هنری ایروینگ
هنری ایروینگ (به انگلیسی: Henry Irving) (زاده ۶ فوریه ۱۸۳۸ درگذشته ۱۳ اکتبر ۱۹۰۵) بازیگر انگلیسی عصر ویکتوریا است. ایروینگ نخستین بازیگری بود که نشان شوالیه را دریافت کرد.